# Jay Stay Paid
Jay Stay Paid – pośmiertny album amerykańskiego rapera i producenta o pseudonimie J Dilla. Cały materiał zebrał, zaaranżował i zmiksował na wzór audycji radiowej Pete Rock. Album został wydany 2 czerwca 2009 w wytwórni Nature Sounds.

## Lista utworów
Opracowano na podstawie źródła.
| #  | Tytuł                                      | Gościnnie      | Czas |
| -- | ------------------------------------------ | -------------- | ---- |
| 1  | „KJAY FM Dedication”                       |                | 0:56 |
| 2  | „King”                                     |                | 1:28 |
| 3  | „I Told Y’all”                             |                | 2:49 |
| 4  | „Laser Gunne Funke”                        |                | 1:21 |
| 5  | „In The Night / While You Slept (I Crept)” |                | 2:00 |
| 6  | „Smoke”                                    | Blu            | 2:09 |
| 7  | „Blood Sport”                              | Lil’ Fame      | 2:58 |
| 8  | „CaDILLAc”                                 |                | 2:01 |
| 9  | „Expensive Whip”                           |                | 1:25 |
| 10 | „Kaklow (Jump On It)”                      |                | 0:56 |
| 11 | „Digi Dirt”                                | Phat Kat       | 0:54 |
| 12 | „Dilla Bot Vs. The Hybrid”                 | Danny Brown    | 2:24 |
| 13 | „Milk Money”                               |                | 1:27 |
| 14 | „Space Cowboy Vs. Bobble Head”             |                | 2:38 |
| 15 | „Reality TV”                               | Black Thought  | 2:40 |
| 16 | „On Stilts”                                |                | 1:26 |
| 17 | „Fire Wood Drumstix”                       | DOOM           | 1:31 |
| 18 | „Glamour Sho75"                            |                | 3:02 |
| 19 | „10,000 Watts”                             |                | 1:43 |
| 20 | „9th Caller”                               |                | 1:53 |
| 21 | „Make It Fast (Unadulterated Mix)”         | Diz Gibran     | 5:01 |
| 22 | „24K Rap”                                  | Havoc, Raekwon | 4:22 |
| 23 | „Big City”                                 |                | 1:02 |
| 24 | „Pay Day”                                  | Frank Nitty    | 1:25 |
| 25 | „See That Boy Fly”                         | Illa J, Cue D  | 3:44 |
| 26 | „Coming Back”                              |                | 1:13 |
| 27 | „Mythsysizer”                              |                | 1:44 |
| 28 | „KJAY And We Out”                          |                | 1:58 |